# Halové mistrovství Evropy v atletice 1982
13. Halové mistrovství Evropy v atletice se odehrávalo ve dnech 6. – 7. března 1982 v italském Miláně v hale Palasport di San Siro. V též hale se konalo také halové ME v roce 1978.
Poprvé se na šampionátu uskutečnil Běh na 200 metrů, který byl poté na programu až do halového ME v roce 2005. Na programu byla také jako exhibiční disciplína chůze mužů na 5 km.

## Medailisté

### Muži
| Soutěž          | Zlato                      | Stříbro                     | Bronz                        |
| --------------- | -------------------------- | --------------------------- | ---------------------------- |
| 60 m            | Marian Woronin 6,61        | Valentin Atanasov 6,62      | Bernard Petitbois 6,66       |
| 200 m           | Erwin Skamrahl 21,20       | István Nagy 21,41           | Michele Di Pace 21,52        |
| 400 m           | Pavel Konovalov 47,04      | Sándor Újhelyi 47,14        | Benjamín Gonzáles 47,41      |
| 800 m           | Antonio Páez 1:48,02       | Klaus-Peter Nabein 1:48,31  | Colomán Trabado 1:48,35      |
| 1500 m          | José Luis González 3:38,70 | José Manuel Abascal 3:38,91 | Antti Loikkanen 3:39,62      |
| 3000 m          | Patriz Ilg 7:53,50         | Alberto Cova 7:54,12        | Valerij Abramov 7:54,46      |
| 60 m př.        | Alexandr Pučkov 7,73       | Plamen Krastev 7,74         | Karl-Werner Dönges 7,80      |
| Skok do výšky   | Dietmar Mögenburg 2,34 m   | Janusz Trzepizur 2,32 m     | Roland Dalhäuser 2,32 m      |
| Skok o tyči     | Viktor Spasov 5,70 m       | Konstantin Volkov 5,65 m    | Władysław Kozakiewicz 5,60 m |
| Skok daleký     | Henry Lauterbach 7,86 m    | Rolf Bernhard 7,83 m        | Giovanni Evangelisti 7,83 m  |
| Trojskok        | Béla Bakosi 17,13 m        | Gennadij Valjukevič 16,87 m | Nikolaj Musijenko 16,82 m    |
| Vrh koulí       | Vladimir Milić 20,45 m     | Remigius Machura 20,07 m    | Jovan Lazarevič 19,65 m      |
| Chůze na 5 km * | Maurizio Damilano 19:40,28 | Carlo Mattioli 20:06,91     | Martin Toporek 20:19,47      |

### Ženy
| Soutěž        | Zlato                         | Stříbro                    | Bronz                       |
| ------------- | ----------------------------- | -------------------------- | --------------------------- |
| 60 m          | Marlies Göhrová 7,11          | Sofka Popovová 7,19        | Wendy Hoyteová 7,27         |
| 200 m         | Gesine Waltherová 22,80       | Jelena Kelčevská 23,35     | Heidi-Elke Gaugelová 23,39  |
| 400 m         | Jarmila Kratochvílová 49,59   | Dagmar Rübsamová 51,18     | Gaby Bussmannová 51,57      |
| 800 m         | Doina Melinteová 2:00,39      | Martina Steuková 2:01,07   | Jolanta Januchtaová 2:01,24 |
| 1500 m        | Gabriella Doriová 4:04,01     | Brigitte Krausová 4:04,22  | Beate Liebichová 4:06,70    |
| 3000 m        | Agnese Possamaiová 8:53,77    | Maricica Puicăová 8:54,26  | Paula Fudgeová 8:56,96      |
| 60 m př.      | Kerstin Knabeová 7,89         | Bettine Jahnová 8,00       | Jordanka Donkovová 8,03     |
| Skok do výšky | Ulrike Meyfarthová 1,99 m     | Andrea Bieniasová 1,99 m   | Katalin Sterková 1,99 m     |
| Skok daleký   | Sabine Evertsová 6,70 m       | Karin Hänelová 6,54 m      | Valy Ionescu 6,52 m         |
| Vrh koulí     | Viržinia Veselinovová 20,19 m | Helena Fibingerová 19,24 m | Natalja Lisovská 18,50 m    |

## Medailové pořadí
| Umístění | Stát           | Zlato | Stříbro | Bronz | Celkem |
| -------- | -------------- | ----- | ------- | ----- | ------ |
| 1.       | NSR            | 5     | 3       | 2     | 10     |
| 2.       | NDR            | 4     | 4       | 1     | 9      |
| 3.       | Sovětský svaz  | 3     | 3       | 3     | 9      |
| 4.       | Itálie         | 3     | 2       | 2     | 7      |
| 5.       | Španělsko      | 2     | 1       | 2     | 5      |
| 6.       | Bulharsko      | 1     | 3       | 1     | 5      |
| 7.       | Maďarsko       | 1     | 2       | 1     | 4      |
| 8.       | Československo | 1     | 2       | 0     | 3      |
| 9.       | Polsko         | 1     | 1       | 2     | 4      |
| 10.      | Rumunsko       | 1     | 1       | 1     | 3      |
| 11.      | SFR Jugoslávie | 1     | 0       | 1     | 2      |
| 12.      | Švýcarsko      | 0     | 1       | 1     | 2      |
| 13.      | Velká Británie | 0     | 0       | 2     | 2      |
| 14.      | Finsko         | 0     | 0       | 1     | 1      |
| 14.      | Francie        | 0     | 0       | 1     | 1      |
| 14.      | Rakousko       | 0     | 0       | 1     | 1      |